# Pokidat ću lance sve
Pokidat ću lance sve je deseti album hrvatskog pjevača Dražena Zečića.
Izdan je 2004. kod izdavača Hit Records.

## Popis pjesama
1. "Svatovi" – 03:47
2. "Crni anđeo" – 03:44
3. "Pucala bi mi u srce" – 03:36
4. "Pokidat ću lance sve" – 04:05
5. "Ne zovi me više" – 04:22
6. "U vlaku mog života" – 04:26
7. "Nikada više" – 03:13
8. "Njenu pjesmu svirajte" – 03:14
9. "Volio bih da te vidim sretnu" – 03:52
10. "I za sto godina" – 03:16

Ovaj album je polučio uspješnice "Pokidat ću lance sve" i "Pucala bi mi u srce".